# 若生康二郎
若生康二郎（わこう やすじろう、1927年 - 2011年4月5日）は日本の天文学者。1970年に木村榮のz項の正体が、地球内部に流体核が存在することで生じる半年周章動項の誤差であることを証明した。

## 生涯
1949年に旧制第二高等学校を卒業、2年後の1951年に東京大学理学部天文学科に進学した。1954年に卒業後、民間企業や建設省地理調査所を経て、1955年8月16日に眼視天頂儀観測員として水沢緯度観測所に入所、同年12月から眼視天頂儀での観測に従事した。1955年から1966年にかけての観測結果を解析し、木村榮の発見したz項の正体が、剛体地球を前提とした理論と流体核を持つ現実の地球の観測結果の差から生じた半年周章動項の誤差であることを立証し、1971年1月に東京大学から理学博士の学位を授与された。
1962年に国際極運動観測事業 (IPMS:International Polar Motion Service) の中央局が水沢に開設された際には天文観測研究部計算課の課長として電子計算機の導入・運用に携わった。また、1988年7月に緯度観測所が東京天文台、名古屋大学空電研究所第三部門と統合されて国立天文台が発足した際には、観測所の所長にあたる地球回転研究系主幹を務めた。
私生活では、回転体の研究者らしく江戸独楽の蒐集を趣味としていた。2011年3月11日に起こった東北地方太平洋沖地震に被災、それから1ヶ月も経たぬうちに体調を崩し、2011年4月5日に宮城県仙台市の自宅で死去。享年84歳。

## 著作
- 『1 地球回転』若生康二郎 編、恒星社〈現代天文学講座〉、1979年。